# Forces françaises libres
Pour les articles homonymes, voir FFL.
Les Forces françaises libres (FFL) sont les forces armées ralliées à la France libre sous l’égide du général français Charles de Gaulle pendant la Seconde Guerre mondiale. Leur emblème est la croix de Lorraine mais l'insigne des forces terrestres est un glaive ailé.
Créées le 1 juillet 1940, les FFL cessent d'exister le 1er août 1943, à la suite de leur fusion avec l'Armée d'Afrique commandée par Henri Giraud pour former l'Armée française de la Libération, où ils continuent la guerre principalement au sein de la 1re division française libre (1re DFL) et, dans une moindre mesure, au sein de la 2e division blindée (2e DB).
En juillet 2025, il ne reste que 7 membres encore en vie, dont Achille Muller.

## Histoire

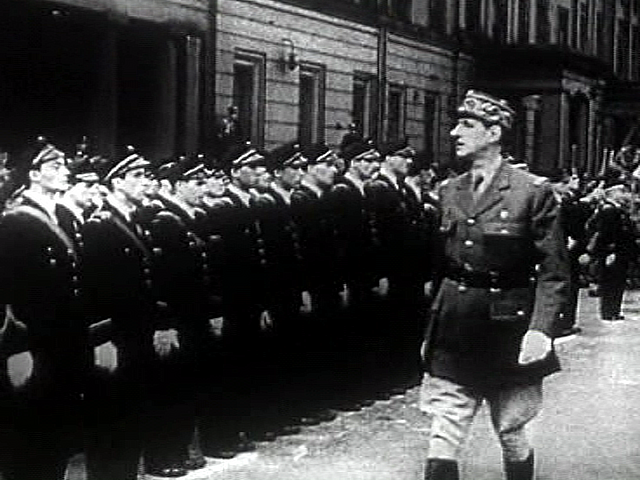
Revue des troupes par de Gaulle.

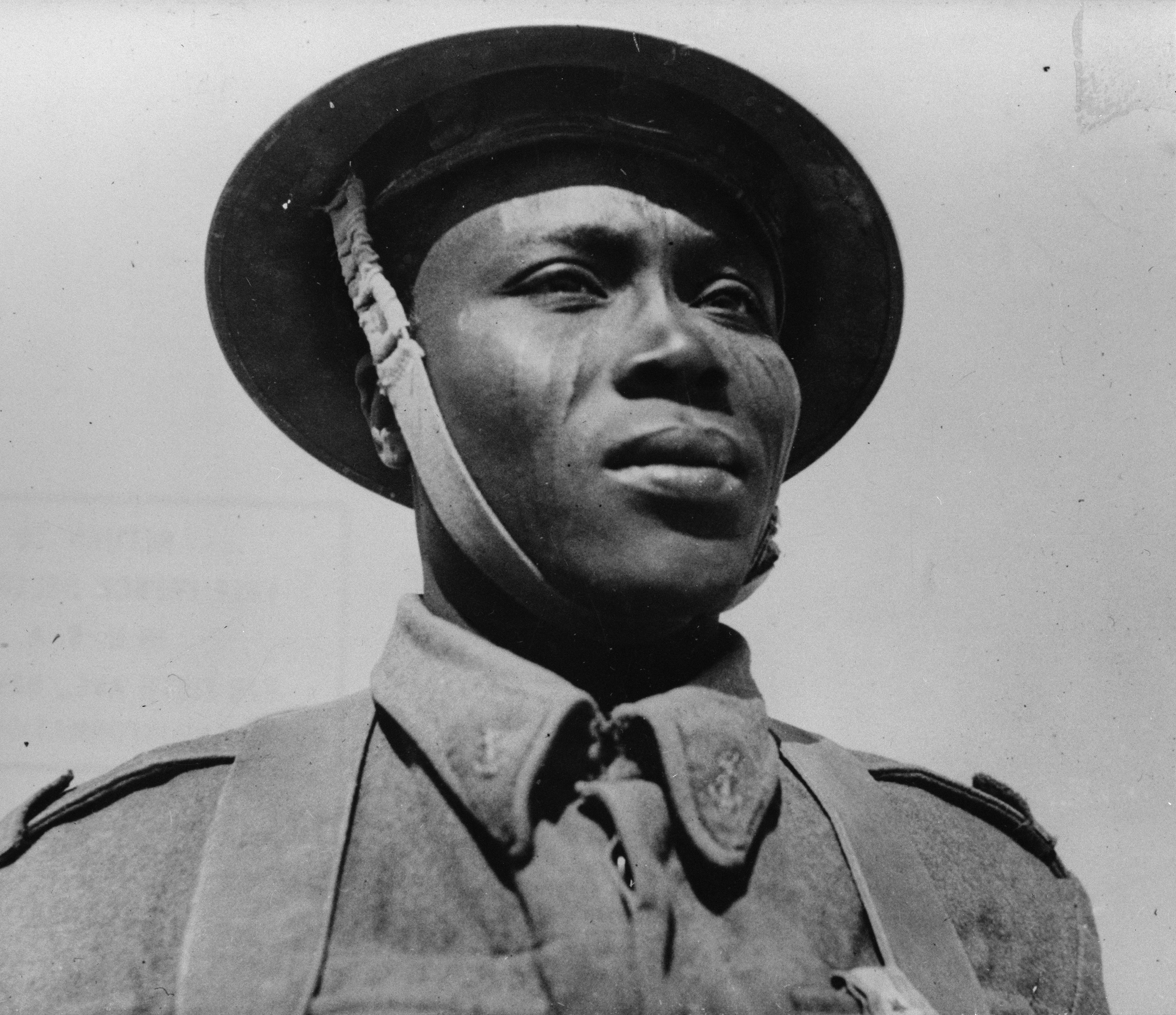
Photo de 1942 d'un soldat tchadien servant dans l'Armée française. Les FFL comptent dans leurs rangs environ 60 % de soldats issus de l'Empire colonial français (selon François Broche, membre du conseil d'administration de la Fondation de la France libre).

On distingue, à l'intérieur des FFL, les Forces aériennes françaises libres (FAFL) et les Forces navales françaises libres (FNFL), les Forces terrestres de la France libre n'ayant pas d'autre appellation que FFL.
Les Forces françaises libres voient le jour le 1er juillet 1940 avec la création « sur le papier », pour les forces terrestres en Grande-Bretagne, d'une « première brigade de Légion française » regroupant les 1 300 ralliés du corps expéditionnaire de Norvège et les civils engagés dans la France libre — forte de 1 994 hommes dont 101 officiers le 8 juillet, de 2 721 hommes dont 123 officiers le 15 août — et la nomination du vice-amiral Muselier comme commandant des Forces navales françaises libres — fortes de 882 hommes dont 30 officiers d'active le 15 juillet — et commandant provisoire des Forces aériennes françaises libres — près de 200 aviateurs ont rejoint l'Angleterre entre le 15 et le 30 juin, elles comptent environ 300 aviateurs en Grande-Bretagne et une centaine au Proche-Orient à la fin de 1940.
L'un de leurs principaux succès militaires est la bataille de Bir Hakeim, du 26 mai jusqu'au 11 juin 1942, en Libye, où la 1re Brigade française libre, sous le commandement du général Kœnig, stoppa durant 14 jours la ruée de l'Afrikakorps vers Suez, donnant ainsi le temps à la 8e armée britannique en déroute de se regrouper sur la ligne fortifiée d'El-Alamein, et d'y stopper définitivement l'avance de Rommel vers le canal de Suez. Cette victoire montre aux Alliés que l'armée française venait de renaître. En effet, durant ces 14 jours, ce sont 3 700 soldats qui résistent aux 40 000 hommes de Rommel. Même avec leurs chars, leurs avions et une supériorité numérique, ils ne réussirent pas à passer. Sur ces 3 700, il y a 800 morts ou disparus[réf. nécessaire].
Un combat moins connu est la guerre menée en Syrie et au Liban contre les forces de Vichy, en juin et juillet 1941.
Ces forces sont constituées de volontaires appelés Français libres, venant de tous horizons et refusant l'armistice signé par le gouvernement de Vichy.
L'anecdote suivante, racontée par Pierre Clostermann, donne une idée de l'état d'esprit de l'époque : à un commandant qui reprochait à un camarade de Clostermann d'avoir des chaussettes jaunes et un pull jaune sous son uniforme, ledit camarade répondit : « Mon Commandant, je suis un civil qui vient volontairement faire la guerre que les militaires ne veulent pas faire ! ».
Les Forces Françaises Combattantes cessent d'exister le 1er août 1943 à la suite de leur fusion avec l'Armée d'Afrique commandée par Henri Giraud. Elles poursuivent  leur combat dans les rangs de l'armée française de la Libération, principalement au sein de la 1re division française libre (1re DFL) et, dans une moindre mesure, au sein de la 2e division blindée (2e DB).

## Effectifs

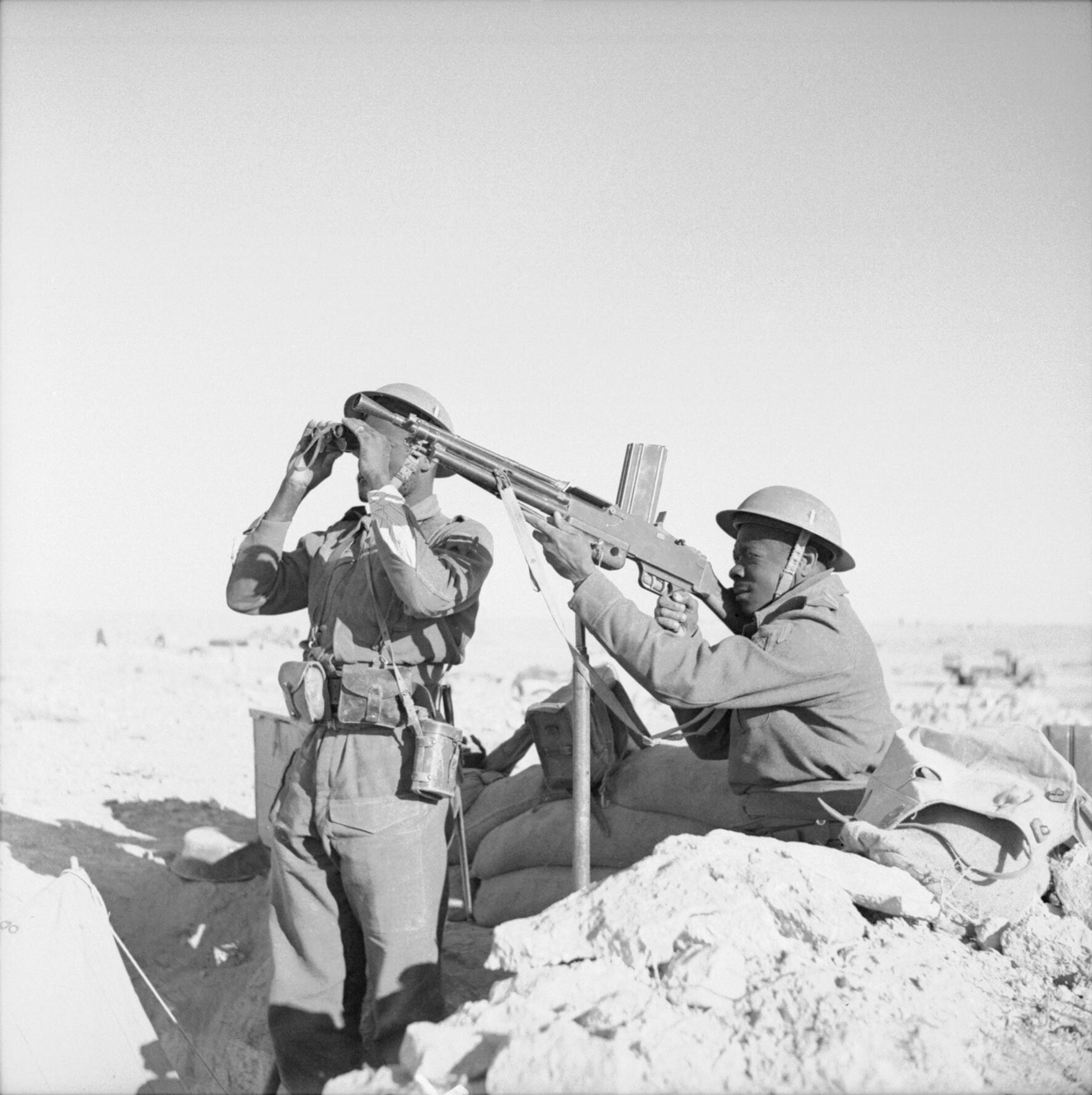
Soldats coloniaux des forces françaises libres en février 1942 avec un MAC 24/29 durant la guerre du désert.

Un rapport établi par l'état-major général des FFL à Londres en date du 30 octobre 1942, c'est-à-dire avant les ralliements d'Afrique du Nord et des évadés de France par l'Espagne au printemps 1943 (une dizaine de milliers selon les évaluations de Jean-Noël Vincent), parle de 61 670 combattants pour la seule armée de terre, dont 20 200 tirailleurs coloniaux et 20 000 des troupes spéciales du Levant (non FFL).
Citant le Joint Planning Staff, Jean-Louis Crémieux-Brilhac évoque, en mai 1943, 79 600 hommes « au titre des forces de terre », en comptant 21 500 hommes des troupes spéciales syro-libanaises, 2 000 hommes de couleur encadrés par des officiers FFL en Palestine du Nord et 650 militaires affectés au quartier-général de Londres.
De son côté, Henri Écochard, ancien des Forces françaises libres, en a dénombré au moins 54 500.
Selon François Broche, membre du conseil d'administration de la Fondation de la France Libre, sur les 53 000 FFL (chiffre maximum à la dissolution des FFL à l'été 1943), on compte environ 32 000 « coloniaux », qui ne sont pas citoyens français en 1940, 16 000 Français et environ 5 000 étrangers, provenant d'unités de la Légion étrangère ralliées aux FFL.
En 2009, dans son ouvrage consacré aux Français libres, Jean-François Muracciole, historien spécialiste de la France libre, reprend à son compte la liste de Henri Écochard, tout en considérant qu'elle sous-évalue très largement le nombre de combattants coloniaux. Selon ses estimations, 73 300 hommes (39 300 citoyens français, 30 000 coloniaux, essentiellement d'Afrique noire, et 3 800 étrangers et légionnaires) — estimation calculée en retenant le chiffre le plus fiable des évaluations précédentes — se sont engagés dans les FFL, entre leur création à l'été 1940 et leur fusion avec l'Armée d'Afrique à l'été 1943. Il se répartissent comme suit, :
- armée de terre : 50 000 ;
- marine : 12 500 ;
- aviation : 3 200 ;
- réseaux en France : 5 700 ;
- comités de la France libre : 1 900.

## Officiers généraux des Forces françaises libres

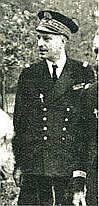
Le vice amiral Muselier.

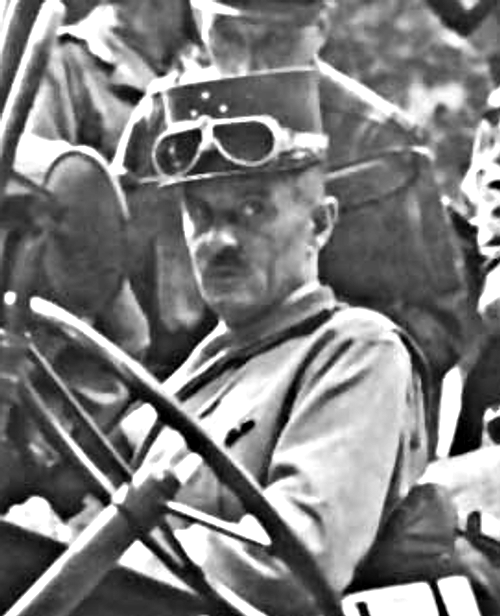
Le général Leclerc.

Les FFL comptent plusieurs officiers généraux.

### Officiers généraux ayant rejoint laFrance libre
- Georges Catroux, général d'armée en juin 1940.
- Paul Legentilhomme, général de brigade en 1938, de division en 1941 et de corps d'armée en mars 1943.
- Émile Muselier, vice-amiral en octobre 1939.
- Adolphe Sicé, médecin général en 1939, inspecteur général des services sanitaires et sociaux en juillet 1942.
- Paul Beynet, général de division en 1938, général de corps d'armée en 1941 (sous Vichy), rejoint le France combattante en 1943, général d'armée en 1944[12].
- George Chadebec de la Lavalade, général de division en 1939[13], commandant la région militaire de Marseille en 1944[14].

### Officiers ayant rejoint la France libre devenus officiers généraux pendant la guerre
- Georges Thierry d'Argenlieu, capitaine de corvette en février 1940, de frégate en juillet 1940 et de vaisseau en décembre 1941, contre-amiral en juillet 1943 et vice-amiral en décembre 1944.
- Philippe Auboyneau, capitaine de frégate en juin 1940, contre-amiral en avril 1942 et vice-amiral en décembre 1945.
- Charles Bapst, capitaine en 1918, général de brigade en 1941[15].
- Pierre Billotte, capitaine en décembre 1936, lieutenant-colonel en décembre 1941, colonel en décembre 1942, général de brigade en septembre 1944.
- Diego Brosset, lieutenant-colonel en décembre 1940, général de brigade en août 1943, général de division en septembre 1944.
- Alfred Cazaud, lieutenant-colonel (France) en juin 1940, général de brigade en octobre 1941, général de division en février 1945.
- Jacques Chaban-Delmas, sous-lieutenant en juin 1940, général de brigade en mai 1944.
- Philibert Collet, commandant en 1938, général de brigade en août 1941, général de division en novembre 1944.
- Pierre Garbay, capitaine en 1938, commandant en septembre 1940, lieutenant-colonel en décembre 1941, colonel en juin 1944, général de brigade en novembre 1944.
- Marie-Pierre Kœnig, capitaine en juillet 1940, général de brigade en juillet 1941, de division en mai 1943 et de corps d'armée en juin 1944, promu maréchal de France à titre posthume en 1984.
- Edgard de Larminat, colonel en mars 1940, général de brigade en juillet 1941, de division en septembre 1942, de corps d'armée en mai 1943.
- Philippe de Hauteclocque, capitaine en décembre 1934, commandant en juillet 1940, sous le nom de Leclerc, colonel en novembre 1940, général de brigade en août 1941/avril 1942, de division en mai 1943, de corps d'armée en mai 1945, d'armée en juillet 1946, élevé à la dignité de maréchal de France à titre posthume en 1952.

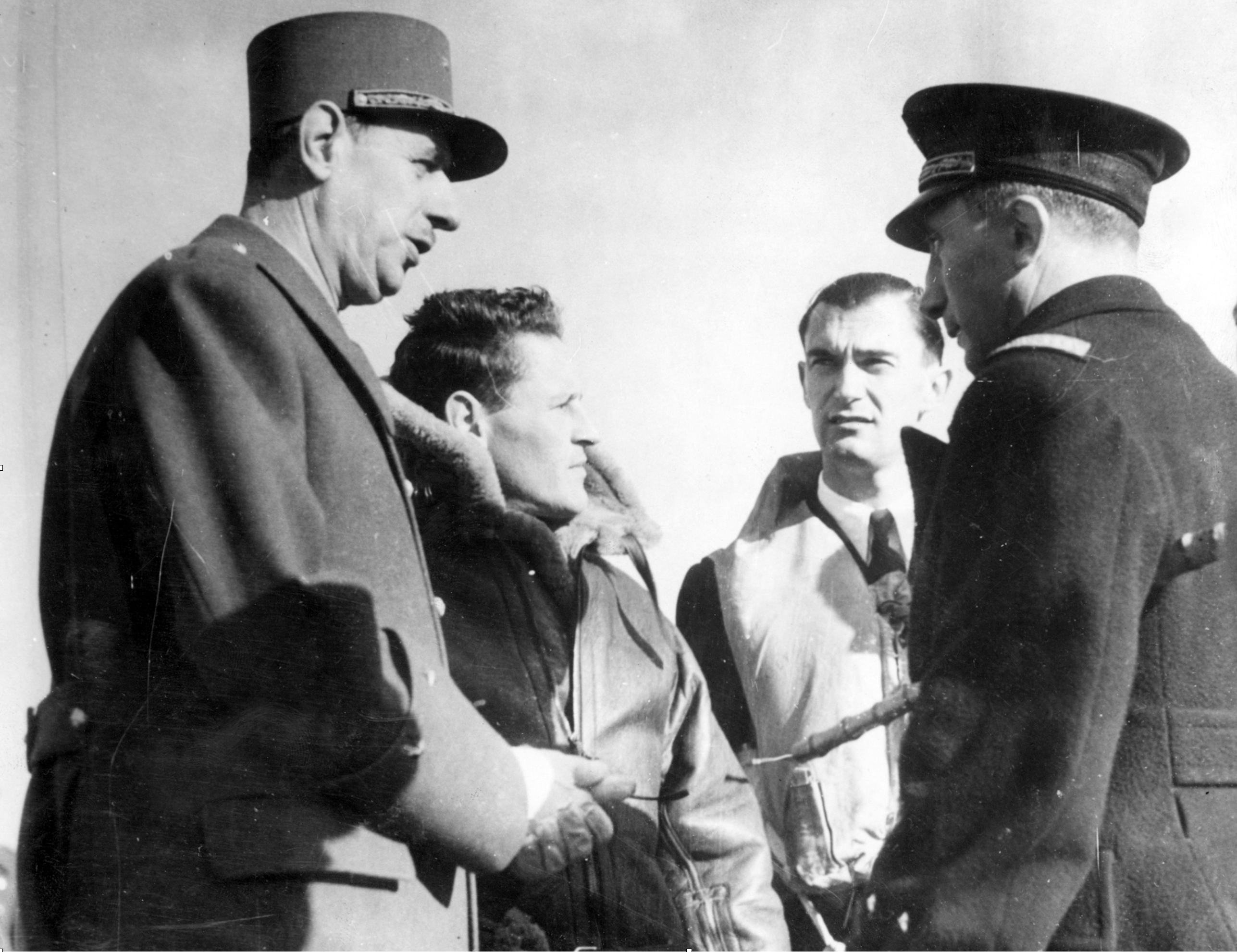
Charles de Gaulle, Philippe de Scitivaux, René Mouchotte, Martial Valin.

- Pierre Lelong, colonel en mai 1940, général de brigade en 1942.
- Joseph Magnan, lieutenant-colonel en décembre 1938, colonel en janvier 1942, général de brigade en mai 1943, général de division en août 1944[16].
- Raoul Magrin-Vernerey, lieutenant-colonel en juin 1938, colonel en juin 1940, sous le nom de Monclar, général de brigade en décembre 1941.
- Pierre Marchand, lieutenant-colonel en juin 1935, colonel en septembre 1940, général de brigade en décembre 1942, général de division en mars 1945[17].
- René Marchand, lieutenant-colonel en 1940[18].
- Zinovi Pechkoff, commandant en février 1923, colonel fin 1941, général de brigade en avril 1944.
- Ernest Petit, colonel en 1938, général de brigade en 1942.
- Martial Valin, commandant en 1938, général de brigade aérienne en août 1941, général de corps aérien en 1945.

## Les femmes dans les Forces françaises libres
Dès novembre 1940 est créé à Londres le Corps des Volontaires françaises.